# Ministerstwo Infrastruktury i Budownictwa
Ministerstwo Infrastruktury i Budownictwa (MIiB) – istniejący w latach 2015–2018 polski urząd administracji rządowej obsługujący ministra właściwego do spraw trzech działów administracji rządowej: budownictwo, planowanie i zagospodarowanie przestrzenne oraz mieszkalnictwo, łączność i transport.
Ministerstwo zostało utworzone 8 grudnia 2015 r. (z mocą obowiązującą od dnia 16 listopada 2015) poprzez wydzielenie z dotychczasowego Ministerstwa Infrastruktury i Rozwoju komórek organizacyjnych i pracowników obsługujących sprawy dwóch działów: budownictwo, lokalne planowanie i zagospodarowanie przestrzenne oraz mieszkalnictwo (od 27 listopada 2015 budownictwo, planowanie i zagospodarowanie przestrzenne oraz mieszkalnictwo) i transport.
Zgodnie z przepisami obowiązującymi od 27 listopada 2015 do ministerstwa włączono również komórki organizacyjne i pracowników Ministerstwa Cyfryzacji obsługujących dział łączność oraz komórki organizacyjne i pracowników Ministerstwa Spraw Wewnętrznych i Administracji obsługujących sprawy z zakresu geodezji i kartografii (przekazane 27 listopada 2015 z działu administracja publiczna do działu budownictwo, planowanie i zagospodarowanie przestrzenne oraz mieszkalnictwo).
23 stycznia 2018, z mocą od dnia poprzedniego, ministerstwo przekształcono w Ministerstwo Infrastruktury, wyłączając z niego komórki organizacyjne i ich pracowników zajmujących się sprawami działu budownictwo, planowanie i zagospodarowanie przestrzenne oraz mieszkalnictwo, które przekazano do Ministerstwa Inwestycji i Rozwoju.

## Kierownictwo (ostatnie)
- Andrzej Adamczyk (PiS) – minister infrastruktury od 9 stycznia 2018[6]
- Mikołaj Wild – sekretarz stanu od 1 lutego 2018[7][8] oraz pełnomocnik Rządu ds. Centralnego Portu Komunikacyjnego dla RP od 9 maja 2017
- Andrzej Bittel – sekretarz stanu od 4 czerwca 2019[9]
- Małgorzata Kuźma – dyrektor generalny od 1 lutego 2016

## Struktura organizacyjna
Komórki organizacyjne ministerstwa:
- Gabinet Polityczny Ministra
- Departament Budownictwa
- Departament Budżetu
- Departament Dróg Publicznych
- Departament Funduszy Europejskich
- Departament Gospodarki Nieruchomościami
- Departament Kolejnictwa
- Departament Kontroli
- Departament Lokalizacji Inwestycji
- Departament Lotnictwa
- Departament Mieszkalnictwa
- Departament Orzecznictwa
- Departament Poczty
- Departament Polityki Przestrzennej
- Departament Prawny
- Departament Strategii Transportu i Współpracy Międzynarodowej
- Departament Transportu Drogowego
- Biuro Administracyjno-Finansowe
- Biuro Bezpieczeństwa
- Biuro Dyrektora Generalnego
- Biuro Ministra
- Sekretariat Krajowej Rady Bezpieczeństwa Ruchu Drogowego

Organy podległe ministrowi lub przez niego nadzorowane:
- Generalny Dyrektor Dróg Krajowych i Autostrad
- Główny Geodeta Kraju
- Główny Inspektor Nadzoru Budowlanego
- Główny Inspektor Transportu Drogowego
- Prezes Urzędu Lotnictwa Cywilnego

Jednostki organizacyjne podległe ministrowi lub przez niego nadzorowane:
- Polska Agencja Żeglugi Powietrznej w Warszawie
- Przedsiębiorstwo Państwowe „Porty Lotnicze” w Warszawie
- Transportowy Dozór Techniczny w Warszawie
- Instytut Rozwoju Miast w Krakowie
- Instytut Gospodarki Przestrzennej i Mieszkalnictwa w Warszawie
- Instytut Techniki Budowlanej w Warszawie
- Instytut Geodezji i Kartografii w Warszawie
- Instytut Kolejnictwa w Warszawie
- Instytut Badawczy Dróg i Mostów w Warszawie
- Instytut Transportu Samochodowego w Warszawie
- Centrum Unijnych Projektów Transportowych w Warszawie